# スクラントン (ペンシルベニア州)
スクラントン（Scranton）は、アメリカ合衆国ペンシルベニア州の都市。ラッカワナ郡の郡庁所在地である。人口は7万6328人（2020年）。フィラデルフィアの北175km、ニューヨークの北西160kmに位置する。近隣のウィルクスバリと共にワイオミング・バレーと呼ばれる3郡にまたがる都市圏を形成している。
市名は市の産業基盤を確立させた実業一家、スクラントン家にちなんでつけられた。かつては炭鉱の街、鉄鋼の街、絹織物の街、また鉄道交通の要衝として栄え、全盛期の1930年代には14万人を超える人口を抱えていた。しかし第二次世界大戦後、石炭の燃料としての地位が石油に取って代わられ、また主たる交通手段が鉄道から自動車へと変わっていく中で市は衰退し、全盛期の半分にまで人口が減少した。
また、スクラントンはライト・エイド創業の地としても知られている。1962年に地元実業家アレックス・グラスがスクラントンのダウンタウンに開いたドラッグストアは成功し、やがて東海岸最大のドラッグストアチェーンへと成長した。

## 歴史

### 初期
現代のスクラントン市がある地には、ヨーロッパ人の入植以前にはネイティブ・アメリカンのレナペ族が住み着いていた。Lackawannaというこの一帯の地名は、レナペ族の言語では「枝分かれする小川」を意味していた。17世紀後半に入ると、ニューイングランドからの入植者が移入し、この地にスローカム・ホロウという名の村を創設して工場や小商店を建てた。この地への最初の入植者と言われているアイザック・トリップが1778年に建てた家は、この時代の入植の証拠として現在でも市内のプロビデンス地区に残っている。

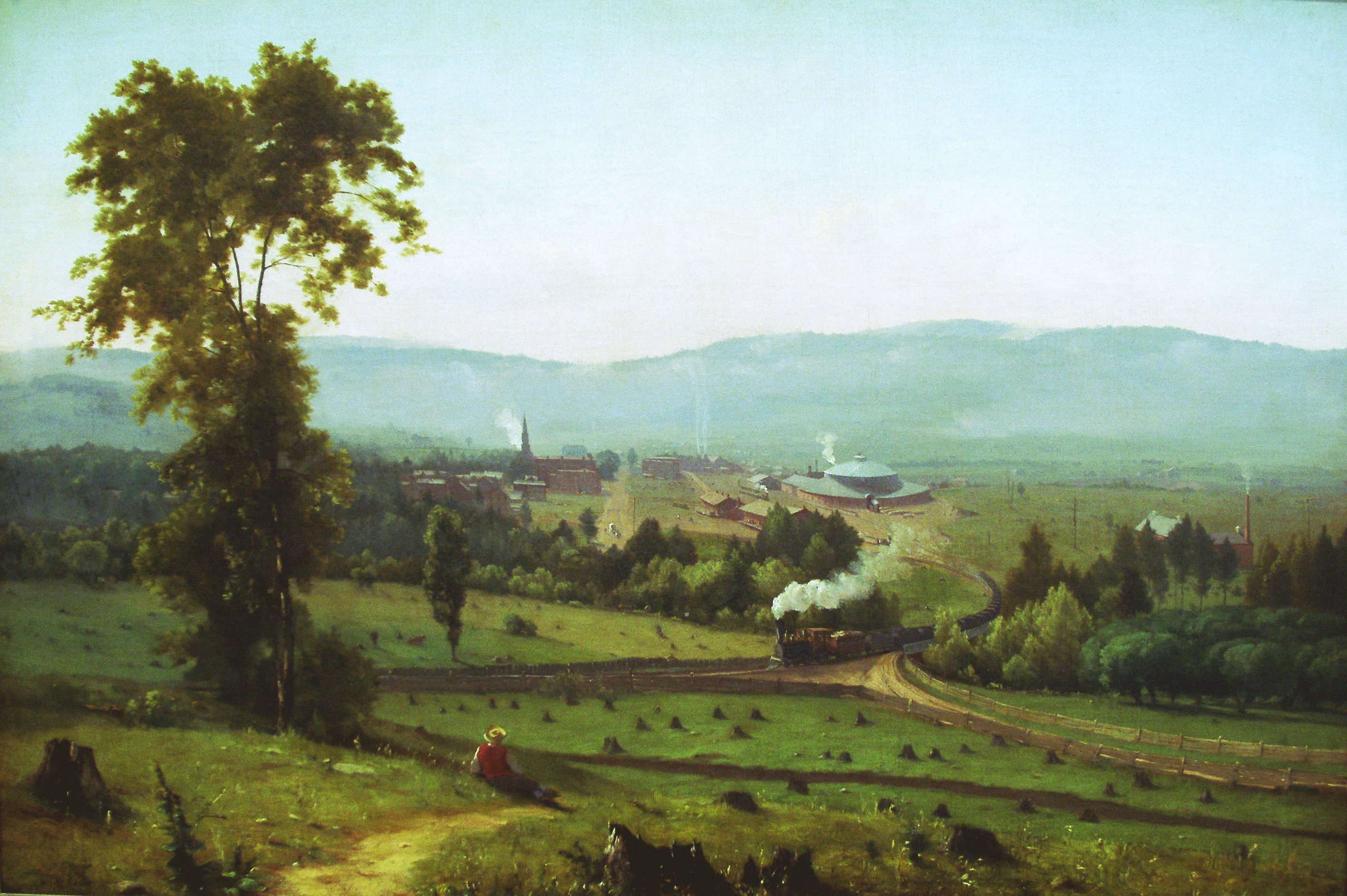
スクラントンにあったDLWRR社の扇形庫(1855年頃,ジョージ・イネス画)

### 産業基盤の確立: 炭鉱、鉄鋼、鉄道
19世紀に入ると、北はカーボンデールから南はウィルクスバリまで、ワイオミング・バレーの至るところで無煙炭の採掘が行われるようになり、一帯は炭鉱地帯として栄えた。また、石炭の産出に加えて、この頃のスクラントンでは鉄鋼業も発展した。1840年、セルダンとジョージのスクラントン兄弟はラッカワナ・スチールとなる製鉄会社を設立した。このラッカワナ・スチールは1847年にニューヨーク州のエリー鉄道に用いられるT字型レールを生産した。その後まもなく、スクラントンはT字型レールの一大生産地となった。

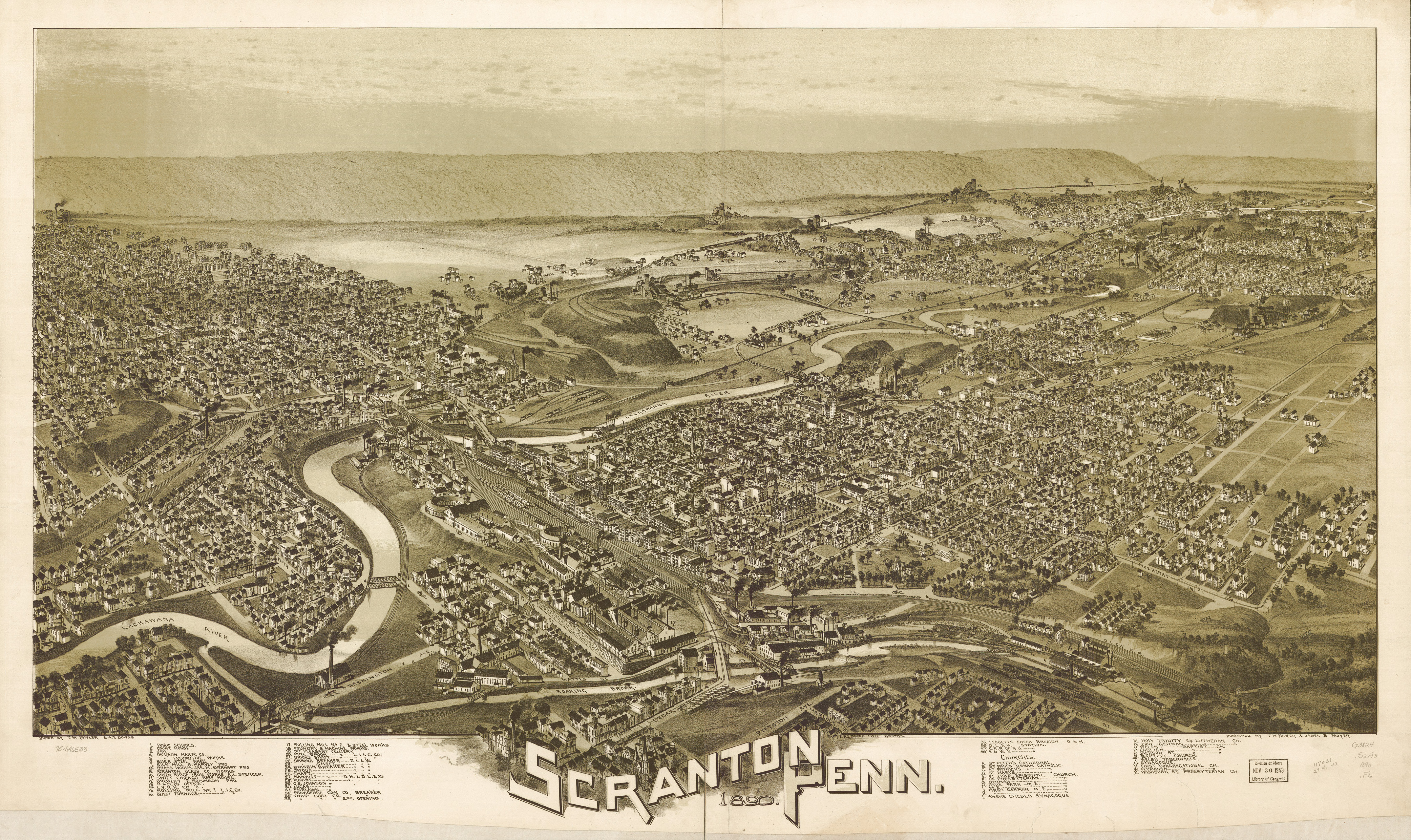
スクラントンの鳥瞰図（1890年）

1856年、スクラントンは正式な町となり、スクラントン一家にちなんでつけられたスクラントンという町名が正式な町名となった。1866年には、スクラントンは近隣のハイド・パーク町やプロビデンス町を合併し、市制を施行した。
19世紀中盤から後半にかけては鉄道交通も確立された。1851年、この地で生産された鉄鋼、および地域一帯で産出された石炭を運ぶための手段として、スクラントン家はデラウェア・ラッカワナ・アンド・ウェスタン鉄道(DLWRR)を創立した。同様の目的で、ペンシルベニア石炭会社は重力式鉄道を敷設した。デラウェア・アンド・ハドソン運河会社が敷設した蒸気鉄道は1863年にスクラントンまで延伸された。1886年11月30日には、スクラントンに全米で初めてとなる、継続的に運行される路面電車が開通した。このことによって、スクラントンにはElectric City（電気の街）という愛称がついた。1890年頃までには、スクラントンにはエリー鉄道、セントラル・レールロード・オブ・ニュージャージー、ニューヨーク・オンタリオ・アンド・ウェスタン鉄道の3本の鉄道が開通した。1903年には、ラッカワナ・アンド・ワイオミング・バレー鉄道（通称ローレル・ライン）のインターアーバンの営業運転が始まり、2年後の1905年にはウィルクスバリまで延伸された。
しかし、こうした産業の発展の一方で労働問題も起こっていた。この頃の炭鉱労働者は低賃金で長時間労働を強いられていた。また若年労働者も少なくなく、8-9歳の子供が1日14時間坑内で働かされていた事例もあった。

### 成長と繁栄

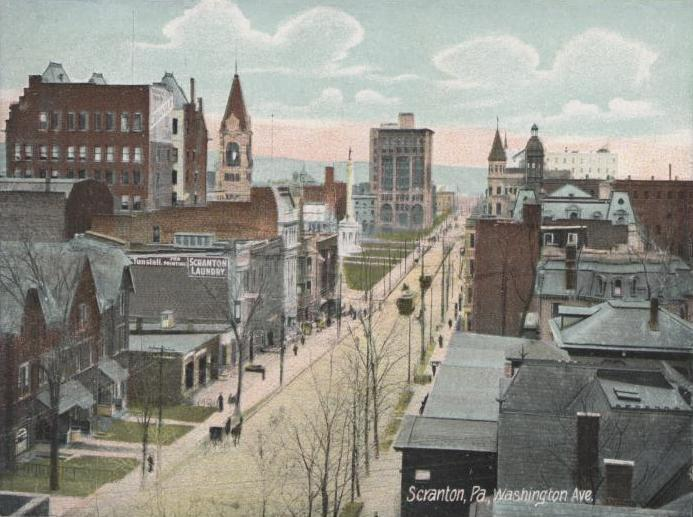
ダウンタウンのワシントン・アベニューの街並み（1907年）

1900年にはスクラントンの人口は10万人を超え、全米38位の規模になっていた。またこの頃には、市内のヒル地区やグリーンリッジ地区にはビクトリア建築様式の邸宅が建ち並ぶようになった。しかし1901年には、スクラントンの製鉄業を支えてきたラッカワナ・スチールが、五大湖を航行する船で運ばれてくるミネソタ産の鉄鉱石を入手しやすいエリー湖岸のラッカワナ（バッファロー郊外）に移転し、創業の地であるスクラントンを離れた。
しかしラッカワナ・スチールが去った後も、スクラントンは無煙炭の採掘や絹織物産業によって発展を続けた。ジョン・ミッチェルなどの労働運動家の活動により、炭鉱労働者の労働環境も改善された。1930年には、スクラントンの人口は143,433人でピークに達し、フィラデルフィア、ピッツバーグに次ぐ州第3の都市になっていた。第二次世界大戦で燃料需要が増大すると、スクラントンとその周辺では至るところで石炭の露天掘りが行われ、供給を拡大させた。

### 衰退
しかし1950年代、第二次世界大戦後の高度成長に沸く全米の他地域とは対照的に、スクラントンとその周辺は衰退への道をたどり始めていた。第二次世界大戦が終わると、石炭の燃料としての地位は低下し、石油や天然ガスに取って代わられるようになった。石炭の産出は減少し続け、鉄道の輸送実績は低下の一途をたどっていた。1952年にはローレル・ラインの旅客輸送が廃止された。1954年には、スクラントンをElectric Cityと呼ばせしめた路面電車が全線廃止され、路線バスに替えられた。スクラントン支線に貨物輸送実績を依存していたニューヨーク・オンタリオ・アンド・ウェスタン鉄道は1957年に倒産し、廃止された。

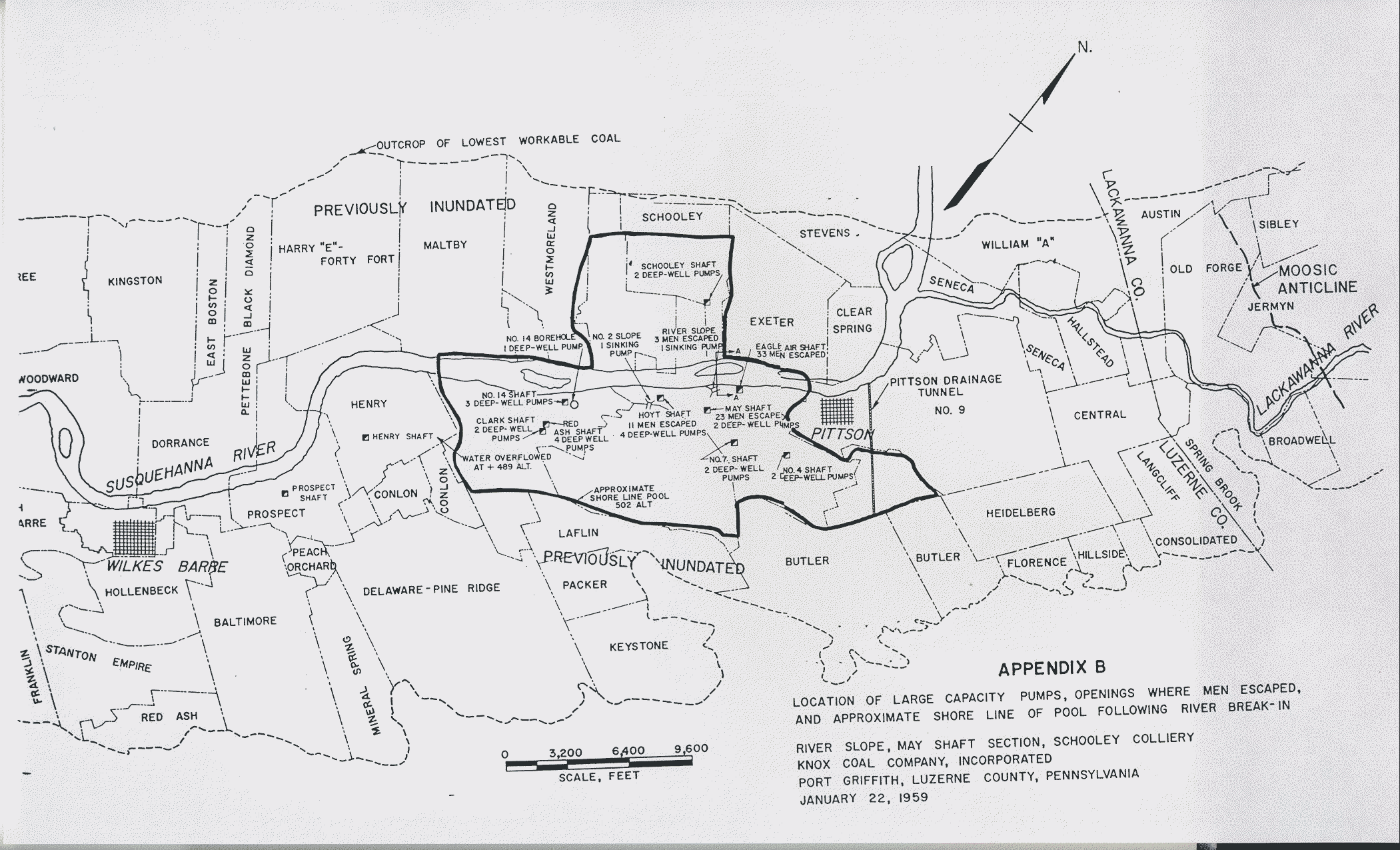
ノックス炭鉱の冠水事故に遭った地域を示す鉱山安全保健局作成の地図

そこに災害が追い討ちをかけた。1955年にハリケーン・ダイアンが引き起こした洪水は市の東部・南部に被害を及ぼし、死者80名を出した。1959年には南西郊のピッツトンの近くにあったノックス炭鉱にサスケハナ川の水が入り込み、坑内を冠水させる事故が起きた。死者12名を出したこの事故により、この地での石炭産業はほぼ終わりを告げた。石炭輸送量の減少とハリケーン・ダイアンによる被害が元で既に破産寸前に陥っていたデラウェア・ラッカワナ・アンド・ウェスタン鉄道は1960年にエリー鉄道に合併され、スクラントンは鉄道交通のハブとしての地位も失った。炭鉱跡の地盤沈下も大きな問題と化し、場所によっては1ブロックがまるまる沈下する事態まで起きていた。この地には放棄された炭鉱跡や露天掘り跡、そして大量の廃石だけが残され、景観を損なっていた。
1960年代から1970年代にかけては、絹をはじめとする織物産業もスクラントンの地を去り、南部や合衆国外に流出した。その後1980年代にかけては、郊外に建設されたショッピングモールに客を取られ、ダウンタウンの商店や劇場は軒並み空洞化した。

### 再生

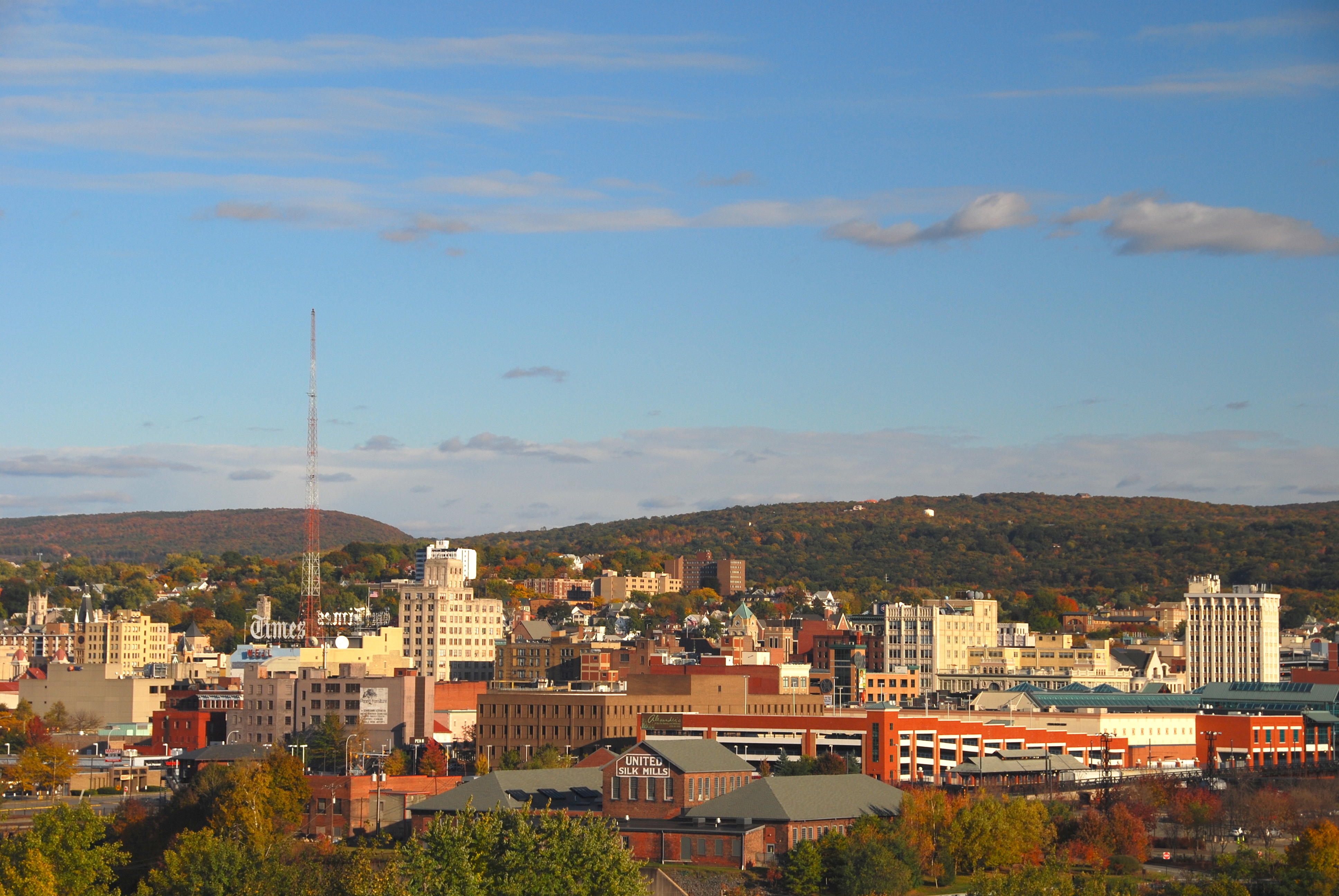
スクラントンのダウンタウン（2009年）

1980年代中盤になると、スクラントンは再生への道を歩み始めた。市内の古い、空きになった建物は改装され、観光名所となった。デラウェア･ラッカワナ・アンド・ウェスタン鉄道の操車場跡はスチームタウン国定史跡に指定され、同社の旧駅舎はラディソン・ラッカワナ・ステーション・ホテルとして蘇った。スチームタウン国定史跡の隣にはエレクトリック・シティ・トロリー博物館が建った。また、スクラントンの歴史を伝えるこれらの名所とは別に、スノー・マウンテン・スキー・リゾートなどの新しい名所も生まれてきている。しかし、市の人口減少は鈍化傾向にはあるものの依然として続いており、2010年の国勢調査では人口76,089人と、全盛期のほぼ半分にまで減っている。

## 地理
スクラントンは北緯41度24分38秒 西経75度40分3秒 / 北緯41.41056度 西経75.66750度に位置している。ニューヨークからは北西へ約160km、フィラデルフィアからは北へ約175km、州都ハリスバーグからは北東へ約175km、シラキュースからは南へ約200kmに位置する。
アメリカ合衆国国勢調査局によると、スクラントン市は総面積65.9km²（25.4mi²）である。そのうち65.3km²（25.2mi²）が陸地で0.5km²（0.2mi²）が水域である。総面積の0.83%が水域となっている。約28km南西に位置するウィルクスバリと共に形成している、ワイオミング・バレーと呼ばれる都市圏（正式名称: スクラントン・ウィルクスバリ都市圏）はラッカワナ郡、ルザーン郡、およびワイオミング郡の3郡にまたがっている。北東-南西方向に広がるワイオミングバレーの南東にはポコノ山地が、北西にはエンドレス山地が連なり、ポコノ山地の南にはリーハイ・バレーが東西に広がっている。ワイオミングバレーの中央にはサスケハナ川、およびその支流であるラッカワナ川が流れている。
スクラントンの地形は起伏に富んでおり、場所によって標高にかなりの差がある。ラッカワナ川が流れる谷間から北西・南東に連なる丘の中腹にかけて形成されている市街地の標高は約200-425m、丘陵地帯の稜線の標高は約580-640m、ダウンタウンの標高は約230mである。

### 気候
スクラントンの気候は温暖な春・夏・秋と寒い冬に特徴付けられる気候である。最も暑い7月の平均気温は22℃ほどで、日中は30℃を超えることがたまにある。最も寒い1月の平均気温は氷点下3℃で、夜は氷点下15℃以下に下がることがたまにある。降水量は年間を通じてほぼ一定しており、月間50-95mm、年間930mm程度である。また、冬季の降雪もシラキュースなどオンタリオ湖南岸ほどではないものの、フィラデルフィアなど州南東部と比較するとかなり多い。12月から3月にかけての月間降雪量は22-29cm、年間降雪量は120cm程度である。ケッペンの気候区分では、スクラントンは亜寒帯湿潤気候（Dfa）に属する。
|               | 1月  | 2月  | 3月  | 4月  | 5月  | 6月  | 7月  | 8月  | 9月  | 10月 | 11月 | 12月 | 年    |
| ------------- | ---- | ---- | ---- | ---- | ---- | ---- | ---- | ---- | ---- | ---- | ---- | ---- | ----- |
| 平均気温（℃） | -3.3 | -2.2 | 2.2  | 8.9  | 15.0 | 20.0 | 22.2 | 21.1 | 17.2 | 11.1 | 5.0  | -1.1 | 10.0  |
| 降水量（mm）  | 58.4 | 53.3 | 66.0 | 83.8 | 88.9 | 91.4 | 94.0 | 88.9 | 86.4 | 73.7 | 81.3 | 66.0 | 932.1 |
| 降雪量（cm）  | 28.4 | 27.4 | 23.9 | 7.9  | 0.3  | -    | -    | -    | -    | 0.5  | 8.4  | 22.4 | 119.2 |

## 政治

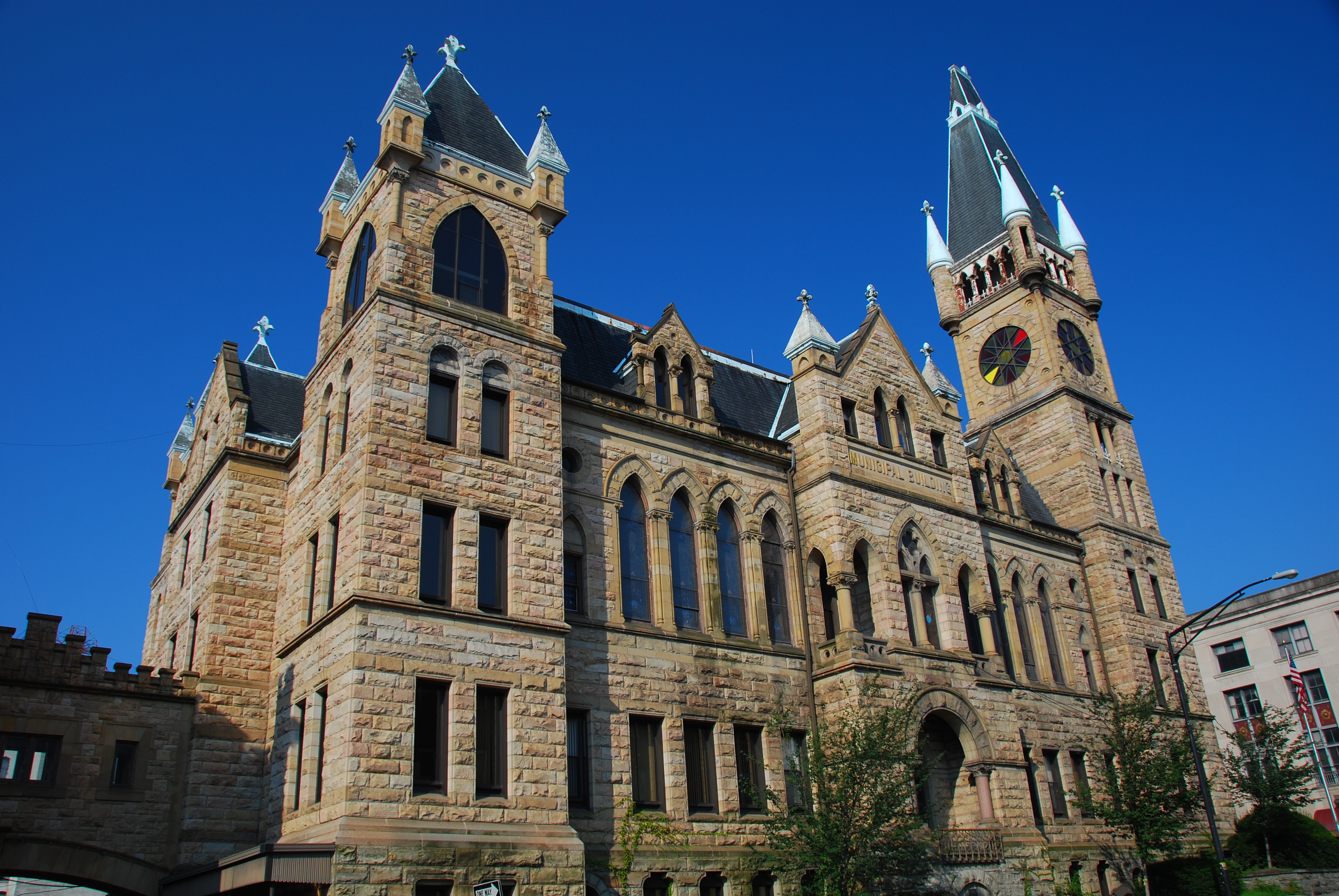
スクラントン市庁舎

スクラントンは市長制を採っている。市議会は5人の議員からなっている。市は選挙区には分けられておらず、5人全員が全市からの投票で選ばれる。1970年時点よりも人口が35,000人以上増えた場合は、市議会議員の定数が2名増やされることになっている。市議会議員の任期は4年である。
このほか、市の財務と会計に責任を負い、財政について市長および市議会への報告義務を負う、シティ・コントローラーと呼ばれる役職も選挙で選出される。シティ・コントローラーの任期は市議会議員と同じく4年である。
連邦議会下院議員選挙においては、スクラントンはウィルクスバリと共に、ペンシルベニア第11選挙区に属している。この選挙区では民主党が強い勢力を持っている。

## 交通

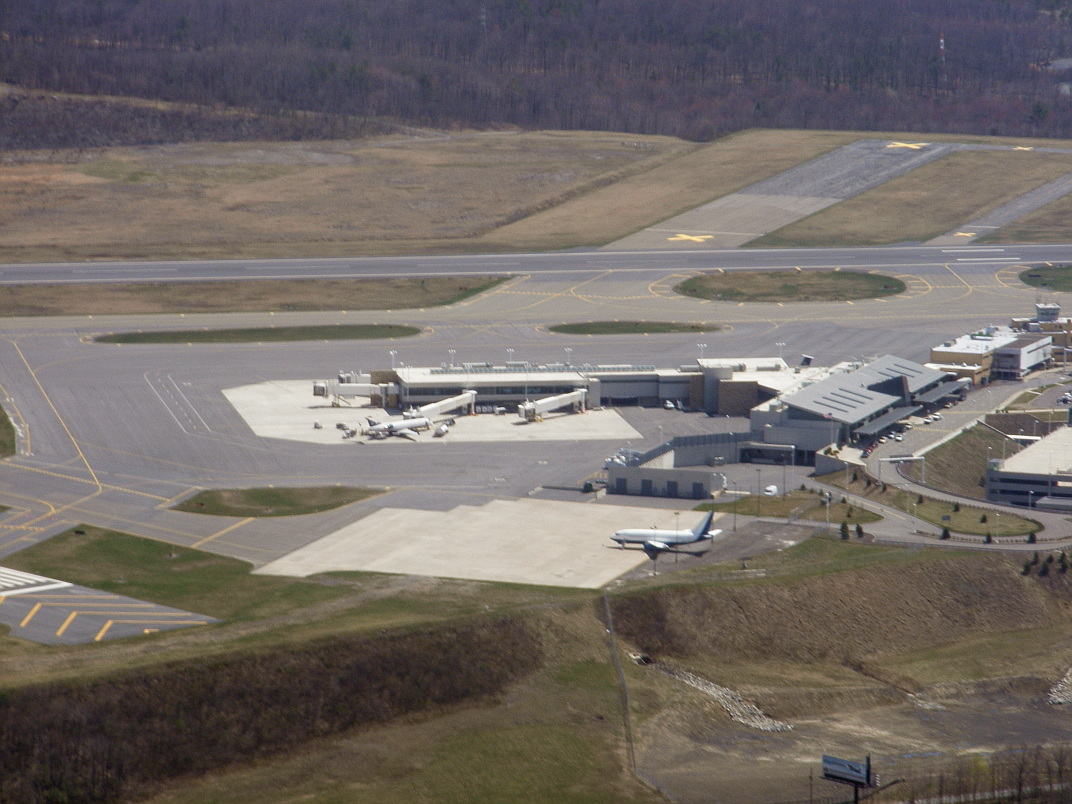
ウィルクスバリ・スクラントン国際空港

スクラントンを含むワイオミング・バレーの玄関口となる空港は、ダウンタウンから南西へ約11km、スクラントンとウィルクスバリのほぼ中間に位置するウィルクスバリ・スクラントン国際空港（IATA: AVP）である。この空港にはデルタ航空（デトロイト）、ユナイテッド航空（シカゴ・オヘア）およびアメリカン航空（シャーロット、フィラデルフィア）の便が就航している。
スクラントンでは州間高速道路81号線、州間高速道路84号線、I-380、I-476の4本の州間高速道路が交わる。I-81は北へはビンガムトンやシラキュースへ、南へはハリスバーグやロアノークへと通じている。I-84はスクラントンから東へ、ニューヨークを経由せずにウォーターバリーやハートフォードへと通ずる。I-380は州間高速道路80号線の支線で、I-80本線とスクラントンとを結んでいる。I-476は州間高速道路76号線の支線で、州東部を南北に縦断し、ワイオミング・バレーとリーハイ・バレー、フィラデルフィアを結んでいる。
現在のスクラントンには定期的な旅客鉄道は運行されていないが、2006年にラッカワナ郡とモンロー郡が共同で設立した北東ペンシルベニア地域鉄道局（PNRRA）は、ニュージャージー・トランジットとの協力の下で、スクラントン・ホーボーケン間の旅客輸送を復活させるプロジェクトを進めている。
ラッカワナ郡交通システム（COLTS）は、スクラントンの公共交通機関となる30系統の路線バスを運行している。この路線バス網はスクラントン市内のみならず、カーボンデール、ピッツトン、デールビルなどの周辺地域もカバーしている。

## 教育
スクラントン大学はダウンタウンに58エーカー（約235,000m²）のキャンパスを構えている。1888年に創立されたこのイエズス会系の大学は、学部に59、大学院に25の専攻プログラムを有し、学部生約4,000人、大学院生約1,000人の学生を抱えている。USニューズ&ワールド・レポートの大学ランキングでは、スクラントン大学は北東部の「地方区の大学」の中で上位10位以内に入る評価を受けている。スクラントン大学のスポーツチーム、ロイヤルズはNCAAのディビジョンIIIに属しており、男子9種目、女子9種目で競っている。スクラントン大学は日本の上智大学と交換留学提携を結んでいる。

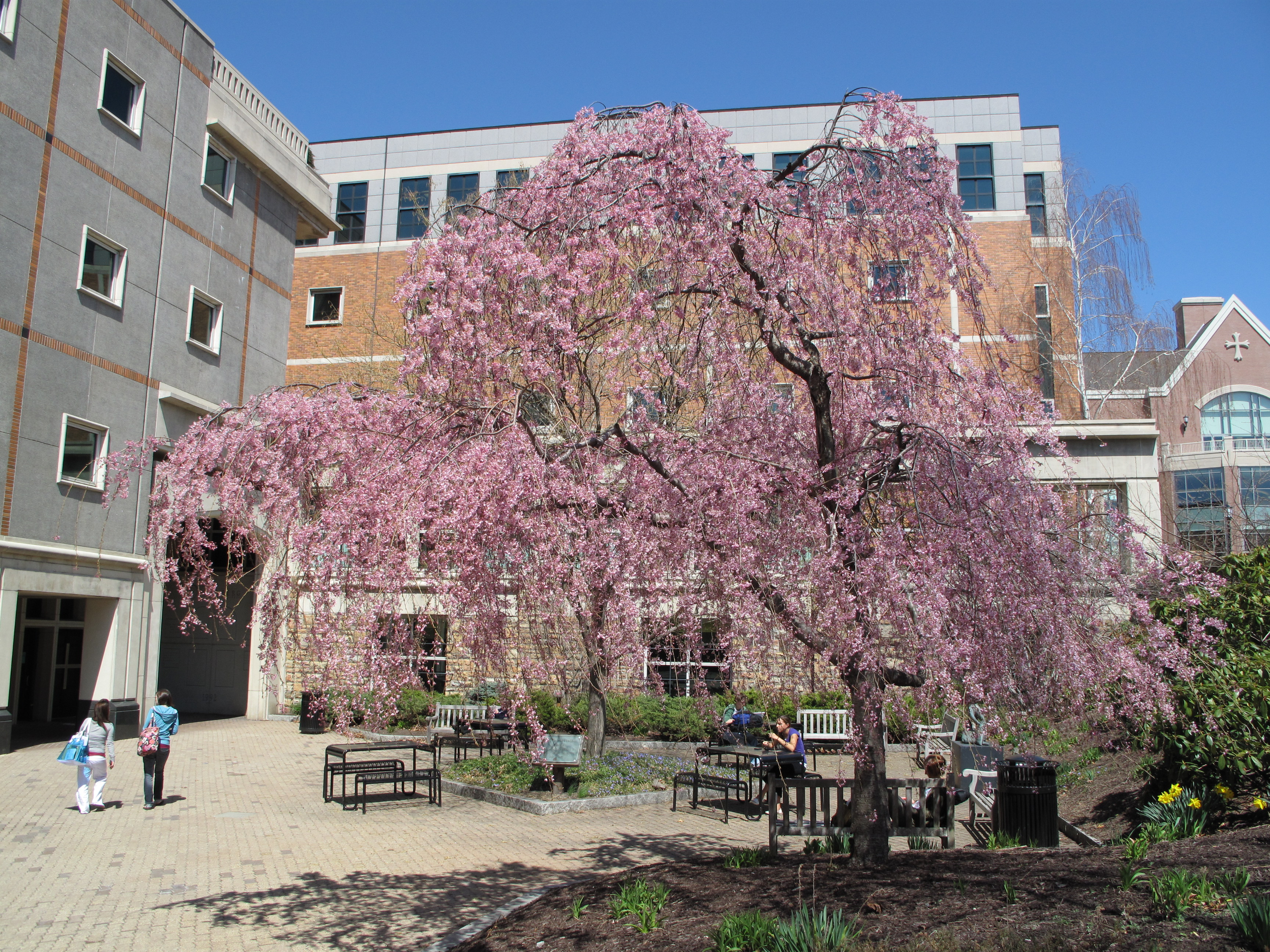
スクラントン大学

スクラントン大学のほかには、スクラントンにはカトリック系のリベラル・アーツ・カレッジであるメアリーウッド大学、2年制でコンピュータやビジネスに特化したラッカワナ・カレッジ、技術教育に重きを置く2年制のジョンソン・カレッジがキャンパスを置いている。2009年に開校した医学系の大学院大学、コモンウェルス医学校はスクラントンの本部キャンパスのほか、ウィルクスバリとウィリアムズポートにもキャンパスを置いている。
スクラントンにおけるK-12課程は、スクラントン学区の管轄下にある公立学校によって支えられている。この学区は小学校13校、中学校3校、高校2校を有し、約10,000人の児童・生徒を抱えている。これらの公立学校のほか、スクラントンにはカトリックのスクラントン教区の管轄下に置かれている学校をはじめ、何校かの私立学校も立地している。

## 文化

### 名所と文化施設

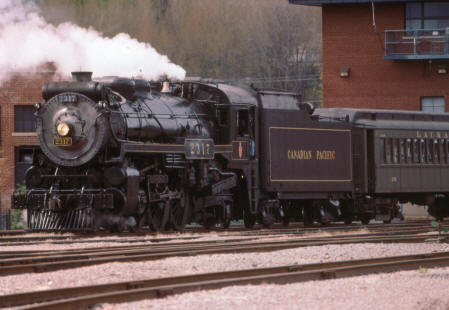
スチームタウン国定史跡

スクラントンの名所にはかつて炭鉱の街、鉄鋼の街、鉄道の街として栄えた時代を現代に伝えるものが多い。スクラントン鉄溶鉱炉跡はスクラントン家が創設し、スクラントンの産業基盤を確立させたラッカワナ・スチールの鉄溶鉱炉の遺構を中心として整備された歴史公園である。マクデード公園内にある炭鉱跡で行われているラッカワナ炭鉱ツアーは、スクラントン地域の鉱業や鉄道について学ぶ機会を見学者に提供している。同じくマクデード公園内に建つ無煙炭遺産博物館は、スクラントンの地で無煙炭の採掘や絹織物産業に従事したヨーロッパ系移民の生活に関する事物を展示している。かつてのデラウェア・ラッカワナ・アンド・ウェスタン鉄道の操車場跡はスチームタウン国定史跡に指定されており、蒸気機関車の歴史や技術に関する事物を展示する博物館が設けられているほか、蒸気機関車による季節運行のツアーも執り行われている。スチームタウン国定史跡の隣には、19世紀の工場を改装した、ペンシルベニア州における路面電車の歴史や技術に関する事物を展示するエレクトリック・シティ・トロリー博物館が立地している。この博物館は路面電車の季節運行も行っている。デラウェア・ラッカワナ・アンド・ウェスタン鉄道のかつての駅舎は、宴会場や会議室も設けられたラディソン・ラッカワナ・ステーション・ホテルに改装されている。

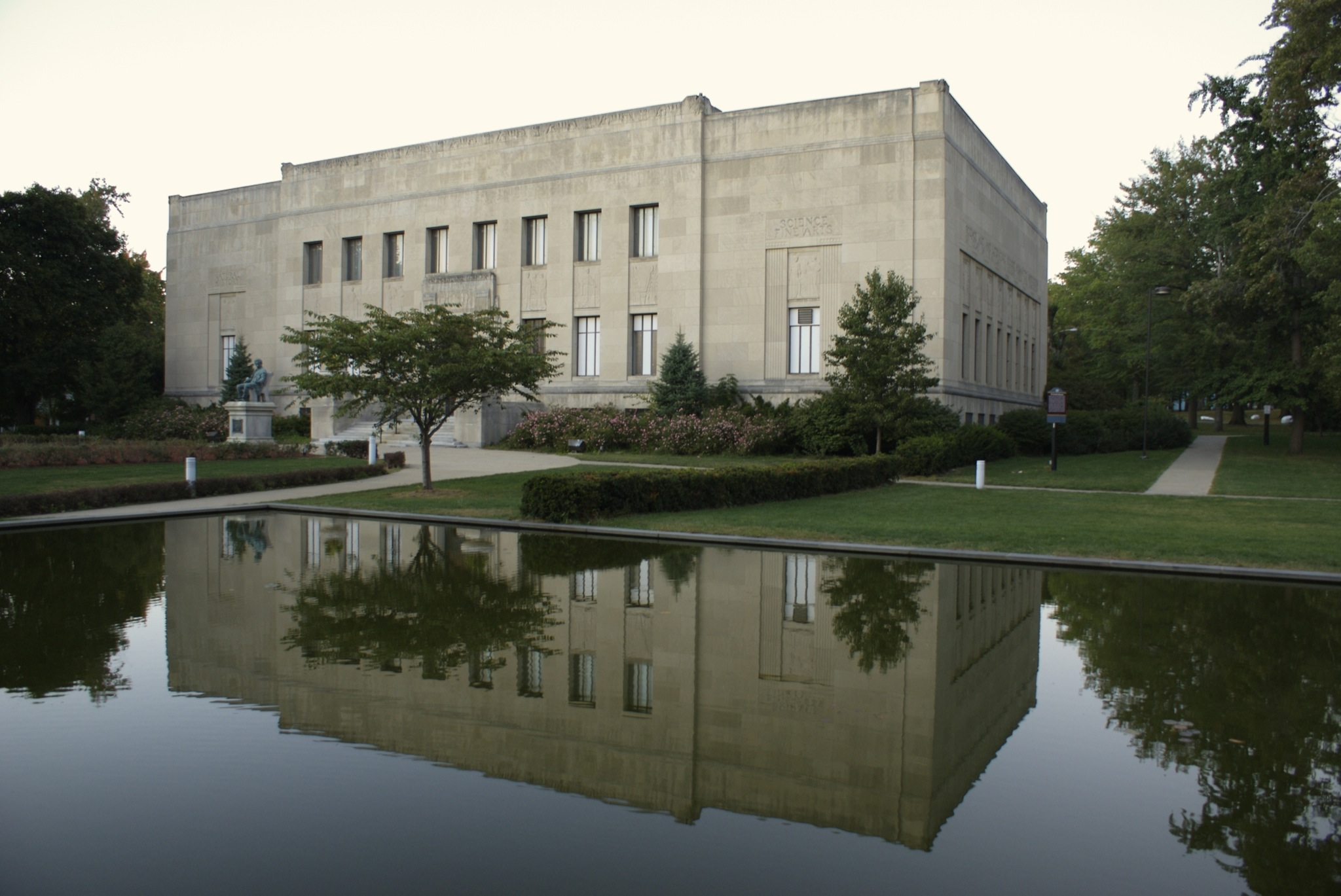
エバーハート博物館

ニューヨークのセントラル・パークの設計で知られるフレデリック・ロー・オルムステッドが設計したスクラントン市最大の公園、ネイ・オーグ公園内にはエバーハート博物館が立地している。地元の医師・剥製師イサイア・エバーハートが1908年に建立したこの博物館は、ペンシルベニア州北東部最大の規模を誇る博物館で、自然史、自然科学、人文科学、芸術と広範な分野にわたる事物を展示している。フーディーニ博物館は、20世紀初頭に活躍した奇術師ハリー・フーディーニに対する敬意としてドロシー・ディートリッチとディック・ブルックスの2人の奇術師が建てたもので、展示のほかステージでの奇術ショーも行っている。メソニック寺院内にあるスクラントン文化センターでは、北東ペンシルベニア・フィルハーモニックの演奏会やブロードウェイ・ミュージカルの公演が行われる。

### スポーツとレクリエーション
スクラントンにはメジャープロスポーツのチームこそ存在しないものの、下部リーグのチームはいくつか置かれている。特に野球のマイナーリーグは1887年にスクラントン・インディアンスが置かれて以来の長い歴史を持っている。現在では、ニューヨーク・ヤンキース傘下のAAA級チームでインターナショナルリーグ北地区に所属するスクラントン・ウィルクスバリ・レイルライダースが置かれ、スクラントンとウィルクスバリの中間に立地するPNCフィールドを本拠地としてプレーしている。
ピッツバーグ・ペンギンズと提携しているAHLのウィルクスバリ・スクラントン・ペンギンズはウィルクスバリの南東隣、ウィルクスバリ・タウンシップにあるモヒガン・サン・アリーナ・アット・ケイシー・プラザを本拠地としている。ウィルクスバリ・スクラントン・ペンギンズはリーグでは上位に食い込んでおり、カンファレンス優勝も3度果たしている。モヒガン・サン・アリーナ・アット・ケイシー・プラザはaf2のウィルクスバリ・スクラントン・パイオニアーズも本拠地としていたが、2009年に上部リーグのアリーナフットボールリーグが破産・解散したことにより、チームも消滅した。
スクラントンにおける著名なレクリエーション施設としてはスノー・マウンテン・スキー・リゾートが挙げられる。このスキー場には初級者用から最上級者用までの24コースのほか、NASTARの公式競技用のコースやフリースタイルスキー用のコースも用意されている。このスノー・マウンテン・スキー・リゾートの敷地内には、17,500席を有し、スクラントンにおける主要なコンサート会場となっているトヨタ・パビリオンという野外劇場が立地している。

## 人口動態

### 都市圏人口
スクラントンの都市圏を形成する各郡の人口は以下の通りである（2010年国勢調査）。
スクラントン・ウィルクスバリ都市圏
| 郡             | 州               | 人口      |
| -------------- | ---------------- | --------- |
| ラッカワナ郡   | ペンシルベニア州 | 214,437人 |
| ルザーン郡     | ペンシルベニア州 | 320,918人 |
| ワイオミング郡 | ペンシルベニア州 | 28,276人  |
| 合計           | 合計             | 563,631人 |

### 市域人口推移
以下にスクラントン市における1850年から2010年までの人口推移をグラフおよび表で示す。
| 統計年 | 人口      |
| ------ | --------- |
| 1850年 | 2,730人   |
| 1860年 | 9,223人   |
| 1870年 | 35,092人  |
| 1880年 | 45,850人  |
| 1890年 | 75,215人  |
| 1900年 | 102,026人 |
| 1910年 | 129,867人 |
| 1920年 | 137,783人 |
| 1930年 | 143,433人 |
| 1940年 | 140,404人 |
| 1950年 | 125,536人 |
| 1960年 | 110,273人 |
| 1970年 | 102,696人 |
| 1980年 | 88,117人  |
| 1990年 | 81,805人  |
| 2000年 | 76,415人  |
| 2010年 | 76,089人  |

## 姉妹都市
スクラントンは以下4都市と姉妹都市提携を結んでいる。
- - トルナヴァ（スロバキア共和国）
- - バリナ（アイルランド共和国）
- - メケレ（エチオピア共和国）[28]
- サンマリノシティ（サンマリノ共和国）

## 註
1. ↑  “Quickfacts.census.gov”. 2023年11月17日閲覧。
2. ↑  Klaus, Mary. 'Beacon of generosity'. Harrisburg, Pennsylvania: The Patriot-News. 2009年8月28日.
3. ↑  Falchek, David. Scranton native and Rite Aid founder Alex Grass dies after 10-year battle with lung cancer. Scranton, Pennsylvania: The Times-Tribune. 2009年8月29日.
4. ↑  Marker Details: First Electric Cars. Pennsylvania Department of Community and Economic Development.
5. ↑  Table 13. Population of the 100 Largest Urban Places: 1900. U.S. Bureau of the Census. 1998年6月15日.
6. ↑  Table 16. Population of the 100 Largest Urban Places: 1930. U.S. Bureau of the Census. 1998年6月15日.
7. ↑  Pencek, David. The end of a way of life. Wilkes-Barre, Pennsylvania: The Times Leader. Qtd by Luzerne County PAGenWeb.
8. ↑  Rachunis, William and Gerald W. Fortney. Report of Major Mine Inundation Disaster - River Slope Mine - May Shaft Section, Schooley Colliery - Knox Coal Company, Incorporated - Port Griffith, Luzerne County, Pennsylvania. Bureau of Mines, U.S. Department of the Interior. 1959年1月22日.
9. 1 2  Historical Weather for Scranton, Pennsylvania, United States of America. Weatherbase.com.
10. ↑  Home Rule Charter. Sec. 201, 301, 302. City of Scranton.
11. ↑  Home Rule Charter. Sec. 701, 702. City of Scranton.
12. ↑  Departures Schedule, Arrival Schedule. Wilkes-Barre/Scranton International Airport.
13. ↑  About Us. Northeast Pennsylvania Regional Railroad Authority.
14. ↑  Service Area Map. County of Lackawanna Transit System. （PDFファイル）
15. ↑  Best Colleges 2011: Regional University North Rankings. p.2. U.S. News & World Report. 2010年.
2011年版（2010年発行）では10位であった。
16. ↑  交換留学協定校 (North America). 上智大学.
17. ↑  Regional Campuses. The Commonwealth Medical College.
18. ↑  Scranton School District. GreatSchools, Inc.
19. ↑  Scranton Iron Furnaces Archived 2011年9月2日, at the Wayback Machine.. The Pennsylvania Anthracite Heritage Museum & Iron Furnaces.
20. ↑  Museum Home. The Pennsylvania Anthracite Heritage Museum & Iron Furnaces.
21. ↑  Steamtown National Historic Site. National Park Service, U.S. Department of Interior.
22. ↑  The Electric City Trolley Museum. The Electric City Trolley Museum Association.
23. ↑  Radisson Lackawanna Station Hotel. Radisson Hotels & Resorts, Carlson, Co.
24. ↑  About. Everhart Museum.
25. ↑  The Harry Houdini Museum.
26. ↑  Trail Map. Snö Mountain Ski Resort.
27. ↑  American FactFinder. U.S. Census Bureau. 2011年2月4日.
28. ↑  International Conference at Marywood University Addresses Environmental Protection, and Religion and Extremism. Marywood University. 2008年11月24日.